# Evansville Thunder
Evansville Thunder fue un equipo de baloncesto que jugó en la Continental Basketball Association entre 1984 y 1986, con sede en la ciudad de Evansville, Indiana. Disputaba sus partidos en el Roberts Municipal Stadium, con capacidad para 12.116 espectadores.

## Temporadas
| Temporada | Liga | Denominación       | PJ | G  | P    | %  | Posición              |
| --------- | ---- | ------------------ | -- | -- | ---- | -- | --------------------- |
| 1984-85   | CBA  | Evansville Thunder | 23 | 25 | 47,9 | 2º | Semifinal de división |
| 1985-86   | CBA  | Evansville Thunder | 25 | 23 | 52,1 | 2º | Semifinal de división |

## Jugadores célebres
- Marvin Barnes
- Claude Gregory
- Jim Thomas
- DeWayne Scales
- Dwight Anderson
- Carlos Clark